# Dampoort-aquaduct
Het Dampoort-aquaduct is een aquaduct van het Kanaal door Walcheren, gelegen in de Nederlandse provincie Zeeland. Het aquaduct ligt aan de oostzijde van de provinciehoofdstad Middelburg. Het aquaduct overbrugt de N57, een autoweg met 2×2 rijstroken waar men 100 km/u mag rijden.

## Kenmerken
Het aquaduct, vernoemd naar een middeleeuws verdedigingswerk waarvan de restanten nog te vinden zijn op de hoek van de Nederstraat en de Dampoortstraat, gaat onder het Kanaal door Walcheren door, een noord-zuidkanaal vanaf Vlissingen tot aan Veere. Er zijn relatief weinig oeververbindingen over dit kanaal, in Middelburg drie en in Vlissingen drie. Het Dampoort Aquaduct is de derde oeververbinding die het kanaal bij Middelburg kruist. Het aquaduct telt 2×2 rijstroken en de autoweg N57 verloopt erdoorheen. Het aquaduct is in totaal 800 meter lang met een gesloten deel van 150 meter. De weg loopt tot -11,5 meter ten opzichte van NAP. De maximale doorrijhoogte is 4,70 meter, hoog genoeg voor alle gangbare vrachtwagens.

## Geschiedenis
Oorspronkelijk moest het doorgaande verkeer tussen Walcheren en Zuid-Beveland door de bebouwde kom van Middelburg of Vlissingen. Met name in de zomer leidde dit tot lange files, vanwege intenser verkeer zowel op de weg als door het kanaal. Tussen 2008 en 2011 is het aquaduct aangelegd en is op 5 februari 2011 opengesteld voor het verkeer. Het is de eerste vaste-oeververbinding, de overige verbindingen zijn beweegbaar. Alleen motorvoertuigen die een snelheid van ten minste 60 km/h kunnen rijden zijn toegelaten op de verbinding. Tevens is hierbij de gehele N57 om Middelburg geleid met een ongelijkvloers 2×2 tracé.

## Verkeersintensiteiten
Door het aquaduct reden in februari/ maart 2011 circa 12.000 - 13.000 mvt/ werkdag.